# Шпроты (рыбы)
Шпро́ты (лат. Sprattus) — род лучепёрых рыб из семейства сельдевых (Clupeidae). Длина тела до 13—18 см, масса — 10—12 г. Половой зрелости достигают в возрасте 1—2 года, живут до 5—6 лет. Питаются зоопланктоном. В состав рода включают пять видов: европейский шпрот обитает в морях Европы от Норвегии до Чёрного моря, южноамериканский шпрот — на шельфе Патагонии, три других вида обитают в водах Новой Зеландии и юга Австралии — Тасмания, Бассов пролив.
Европейский шпрот — одна из важнейших промысловых рыб в Северном, Балтийском (10—20 % всех уловов) и Норвежском морях и, в несколько меньшей степени, в Средиземном и Чёрном. Активная добыча ведётся Данией, Норвегией, Россией, Латвией, Болгарией.

## Классификация
- Sprattus antipodum — Новозеландский шпрот[en]
- Sprattus fuegensis — Южноамериканский шпрот[en]
- Sprattus novaehollandiae — Австралийский шпрот[en]
- Sprattus muelleri — Шпрот Мюллера
- Sprattus sprattus — Европейский шпрот